# 褐象龜葉蚤
褐象龜葉蚤（学名：Chilocoristes funestus）为金花蟲科象龜葉蚤屬下的一个种。